# Magaglio

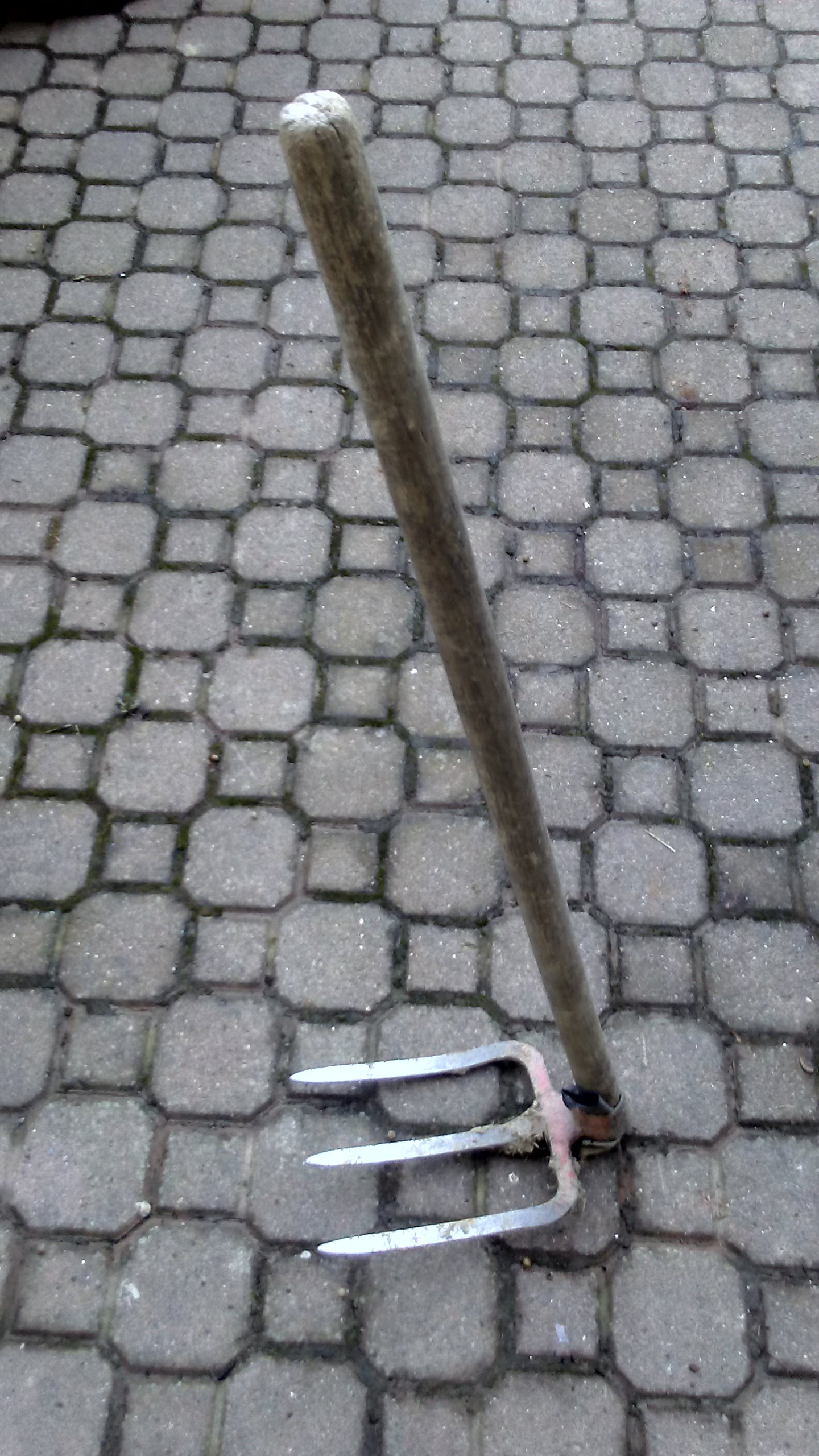
Foto di un magaglio moderno

Il magaglio è un attrezzo agricolo manuale per lavorare la terra, ed è utilizzato per dissodare il suolo particolarmente duro. 
Il magaglio è costituito da manico lungo tra 1 e 1.5 m e da un robusto tridente posto perpendicolarmente al manico ne esistono due varianti: a due denti e quella a tre, più moderna e diffusa. 
È un attrezzo tipico del ponente Ligure.

## Galleria d'immagini

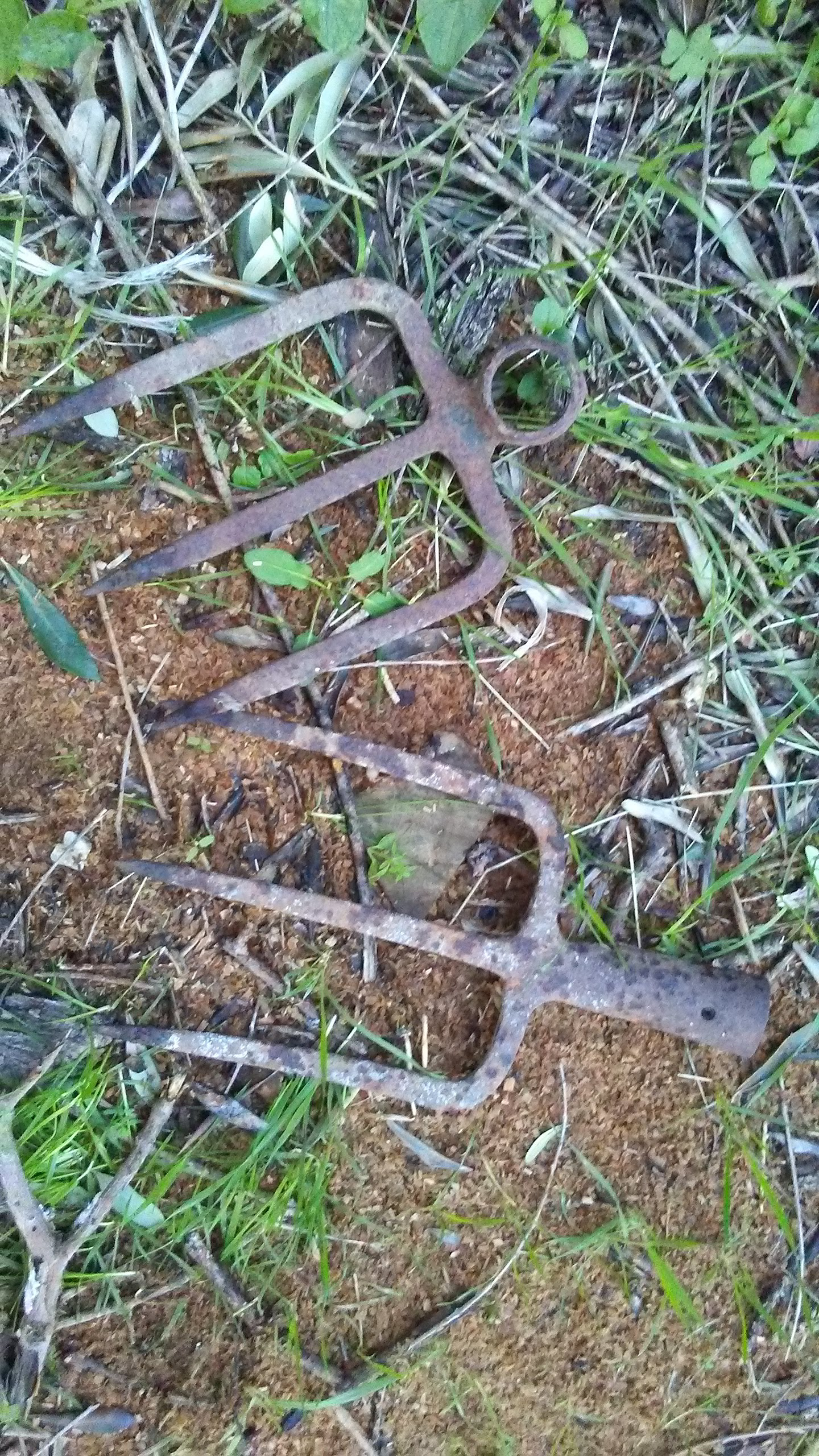
Antichi strumenti di lavoro in campagna. Magaglio e tridente.
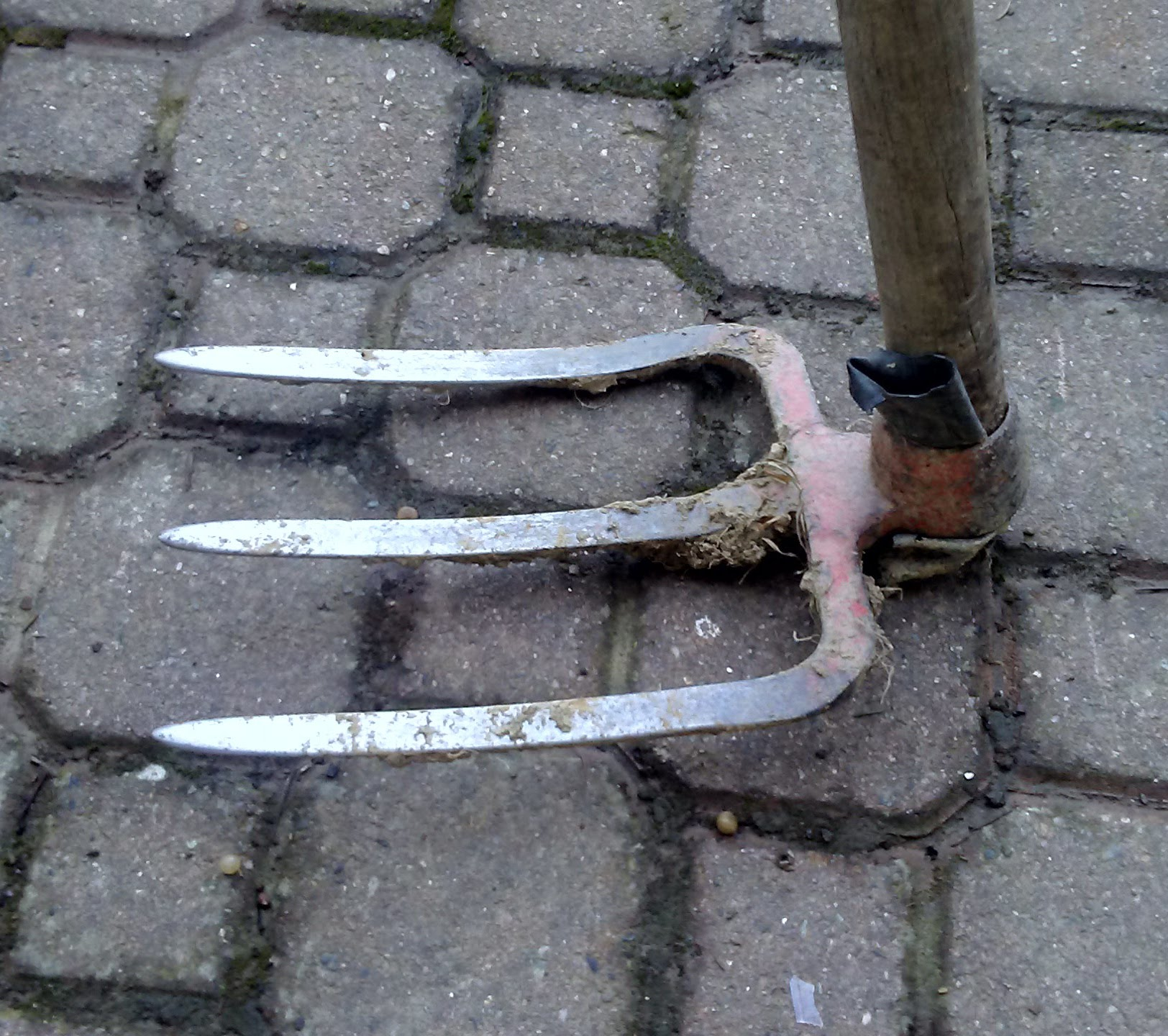
Magaglio, dettaglio dello strumento.